# مجزرة حماة 1981
حدثت مجزرة حماة 1981 بحسب أحد التقارير بعد هجوم فاشل شنته جماعة إسلامية مسلحة على نقطة تفتيش أمنية قرب قرية علوية قريبة من مدينة حماة. قامت وحدات من القوات السورية الخاصة واللواء 47 بالانتشار في حماة وبدأت بتفتيش المنازل إضافة إلى عزلها أحياء بعد اندلاع قتال في الشوارع. وفرض حظر التجول ودخلت قوات من الجيش السوري إلى المدينة. وأُعدم ما لا يقل عن 350 مواطنا كما جرح 600 آخرين، عشوائياً على أيدي قوات الأمن في الفترة بين يوم الخميس 23 أبريل 1981 والأحد 26 أبريل 1981. تم اختيار الذكور الذين لا تقل أعمارهم عن 14.